# Michail Koronatovič Bachirev
Michail Koronatovič Bakhirev (in russo Михаил Коронатович Бахирев?; Novočerkassk, 17 luglio 1868 – Pietrogrado, 16 gennaio 1920) è stato un ammiraglio russo.

## Biografia
Discendeva da una famiglia di cosacchi del Don. Suo padre era un ufficiale dell'esercito russo.

## Carriera
Nel 1888 entrò come cadetto nella Marina Militare e venne mandato sulla Flotta dell'Estremo Oriente. Nel gennaio 1898 fu trasferito sulla flotta del Baltico, ma solo un anno dopo, tornò verso l'Estremo Oriente. Durante la rivolta dei Boxer comandò la cannoniera Giliaki.
Partecipò alla Guerra russo-giapponese comandando la nave Silny, partecipando alla difesa di Lüshunkou. Nonostante le molte vittime riuscì ad imporre la calma e la disciplina.
Tra il 1911 e il 1914 comandò l'incrociatore corazzato Rurik.
Il 24 dicembre 1914 venne promosso al grado di contrammiraglio e comandò l'incrociatore della flotta del Baltico. Dal 19 dicembre 1915 al 23 maggio 1917 comandò la corazzata della flotta del Baltico.
Due anni dopo fu promosso al grado di vice-ammiraglio e l'anno seguente (21 agosto 1917), divenne capo delle forze navali nel Golfo di Riga.
Il 12 gennaio 1918 venne licenziato dalla marina.

## Rivoluzione russa
Dopo il suo licenziamento dalla marina, Bakhirev esercitò la professione di capo contabile in una società industriale. All'inizio di agosto 1918 fu arrestato dai bolscevichi, ma ancora una volta venne rilasciato il 13 marzo 1919.

## Morte
Dopo la sconfitta del generale Nikolaj Nikolaevič Judenič contro l'Armata Rossa, una nuova ondata di arresti ebbe luogo a Pietrogrado. Bakhirev tentò di fuggire in Finlandia. Il 17 novembre 1919 fu accusato di complicità con Judenič e fu nuovamente imprigionato. Morì il 16 gennaio 1920 per fucilazione.